# Lac Noir (Valais)
Pour les articles homonymes, voir Lac Noir.
Le lac Noir (Schwarzsee en allemand) est un lac de montagne situé près de la station touristique de Zermatt, en Suisse. Par extension, le nom de Lac Noir désigne également l'arête rocheuse autour du lac.

## Géographie
Il se situe au nord du Cervin à une hauteur de 2 583 mètres et offre un panorama sur le Cervin, le Weisshorn, la Dent Blanche, le massif des Mischabels et le mont Rose. 
Un poste de montagne ainsi qu'une chapelle dédiée à « Marie de la neige » se trouvent sur les rives de ce lac d'une surface de moins de 0,1 km².
Point de départ pour l'ascension du Cervin et du Hörnlihütte qui se trouve à moins de deux heures de marche, le lac n'était auparavant accessible que par téléski ou avec un petit téléphérique. Première zone du massif éclairée le matin par le soleil, le lac est désigné par l'office du tourisme sous le nom de Schwarzsee paradise (le paradis du lac noir en allemand).

## Sport
Entre 1982 et 2012, le lac a été le point d'arrivée de la course du Cervin partant depuis Zermatt.

## Source
- (de) Cet article est partiellement ou en totalité issu de l’article de Wikipédia en allemand intitulé « Schwarzsee (Zermatt) » (voir la liste des auteurs).